# Киреунские источники
Киреунские источники (Киревнинские ключи) — горячие минеральные источники на полуострове Камчатка. Находятся на территории Усть-Камчатского района Камчатского края, в 60 км от посёлка Ключи.
Являются самими горячими источниками среди всех терм Срединного хребта.
Расположены в долине реки Киревны в восточных предгорьях Срединного хребта. В долине на протяжении 20 км находятся 5 групп термальных источников (Верхне-Киреунские, Средне-Киреунские, Нижне-Киреунские или Малый Ключ, Крокодиловы Слёзы и Эпепка). Основная группа — Верхняя — расположена в долине ручья Термального, где на протяжении одного километра разбросано около сотни выходов. Бо́льшая их часть имеет температуру кипения, но некоторые перегреты и действуют в бурлящем режиме, выбрасывая пароводяную смесь. Остальные группы выходов находятся ниже по течению ручья или уже по берегам главной реки, их температура от 36 до 77 °C с суммарным дебитом около 10 л/с.
Вода в источниках хлоридная натриевая. Минерализация — 1,53 г/л; кремниевой кислоты — 0,12 г/л, борной кислоты — 0,132 г/л.
Вода терм используется в бальнеологических целях.